# Charaxes harmodius
Espèce
Charaxes harmodius est une espèce d'insectes lépidoptères  appartenant à la famille des Nymphalidae, à la sous-famille des Charaxinae et au genre Charaxes.

## Dénomination
Charaxes harmodius a été nommé par Cajetan Freiherr von Felder et Rudolf Felder en 1867.

### Sous-espèces
- Charaxes harmodius harmodius à Java.
- Charaxes harmodius harpagon Staudinger, 1889 ; présent à Palawan.
- Charaxes harmodius infernus Rothschild, 1903 ; présent à Bornéo.
- Charaxes harmodius martinus Rothschild, 1900 ; présent en Malaisie et à Sumatra.
- Charaxes harmodius martinus Rothschild, 1900
- Charaxes harmodius maruyamai Hanafusa, 1987
- Charaxes harmodius shiloi Hanafusa, 1994 ; dans le Sud du Laos[1].

## Description
Charaxes harmodius est un grand papillon cuivré aux ailes antérieures concaves à apex et bordure marron et aux ailes postérieures avec une toute petite queue ornées d'une ligne submarginale de points marron dont les deux premiers pupillés de blanc.
Le revers est marron cuivré suffusé de violet.

## Écologie et distribution
Il est présent en Malaisie, en Indonésie à Sumatra et Bornéo et aux Philippines à Palawan.Il serait aussi présent en Thaïlande et dans le sud du Laos,.

### Protection
Pas de protection : il est en vente libre sur internet.